# Condado de Jackson (Carolina del Norte)
El condado de Jackson (en inglés: Jackson County, North Carolina), fundado en 1841, es uno de los 100 condados del estado estadounidense de Carolina del Norte. En el año 2000 tenía una población de 33 121 habitantes con una densidad poblacional de 26 personas por km². La sede del condado es Sylva.

## Geografía
Según la Oficina del Censo, el condado tiene un área total de 1279 km² (493,8 mi²), de la cual 1269 km² (490 mi²) es tierra y 10 km² (3,9 mi²) es agua.

### Municipios
El condado se divide en quince municipios:
Municipio de Barkers Creek, Municipio de Canadá, Municipio de Caney Fork, Municipio de Cashiers, Municipio de Cullowhee, Municipio de Dillsboro, Municipio de Greens Creek, Municipio de Hamburg, Municipio de Mountain, Municipio de Qualla, Municipio de River, Municipio de Savannah, Municipio de Scott Creek, Municipio de Sylva y Municipio de Webster.

### Condados adyacentes
- Condado de Haywood noreste
- Condado de Transilvania este
- Condado de Oconee sur
- Condado de Macon oeste
- Condado de Swain noroeste

## Demografía
En el 2000 la renta per cápita promedia del condado era de $32 552, y el ingreso promedio para una familia era de $40 876. El ingreso per cápita para el condado era de $17 582. En 2000 los hombres tenían un ingreso per cápita de $27 738 contra $22 029 para las mujeres. Alrededor del 15.10% de la población estaba bajo el umbral de pobreza nacional.

## Lugares

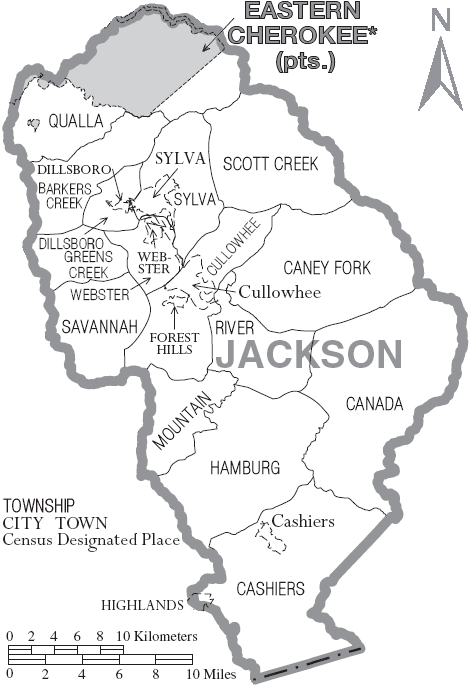
Mapa del Condado de Jackson en Carolina del Norte con sus municipios

### Ciudades y pueblos
- Balsam
- Cashiers
- Cullowhee
- Dillsboro
- Forest Hills
- Glenville
- Highlands
- Savannah
- Sylva
- Webster